# Carnot-Moon
Carnot-Moon is een plaats (census-designated place) in de Amerikaanse staat Pennsylvania, en valt bestuurlijk gezien onder Allegheny County.

## Demografie
Bij de volkstelling in 2000 werd het aantal inwoners vastgesteld op 10.637.

## Geografie
Volgens het United States Census Bureau beslaat de plaats een oppervlakte van
15,5 km², geheel bestaande uit land.

## Plaatsen in de nabije omgeving
De onderstaande figuur toont nabijgelegen plaatsen in een straal van 8 km rond Carnot-Moon.